# Daniël Denys
Daniël Denys (Moorslede, 14 november 1938 - Roeselare, 6 september 2008) was een Belgische politicus voor CD&V. Hij was 24 jaar lang burgemeester van de stad Roeselare.

## Biografie
Daniël Denys werd in een arbeidersgezin geboren. Hij kreeg een technische opleiding in het VTI Roeselare en werkte nadien als wever. Hij engageerde zich in de KAJ en kwam zo in contact met de Christelijke Arbeidersbeweging.
Na zijn huwelijk met Roos Lagae in 1964 ging hij in Beveren wonen. Het koppel zou kinderloos blijven. In 1964 werd hij secretaris bij de Christelijke Mutualiteit in Beveren. Vanuit deze functie kon hij zich bij de lokale bevolking profileren. In 1970 kwam hij op bij de gemeenteraadsverkiezingen in Roeselare op de lijst van de CVP. Hij werd meteen verkozen. 
Na de volgende verkiezingen in 1976 werd hij schepen van sport, jeugd en gezin onder het burgemeesterschap van Albert Biesbrouck in een college waarin de CVP de absolute meerderheid had. Na het overlijden van Biesbrouck in 1981 werd Denys als jonge ACW'er naar voren geschoven als nieuwe burgemeester van Roeselare. Dit was ook opmerkelijk aangezien hij in de deelgemeente Beveren woonde en er zijn thuisbasis had. Hij werd herkozen in 1982 en bleef burgemeester. Hij zou twee legislaturen een coalitie van de CVP met Volksunie leiden en daarna twee met de VLD. Hij bleef in functie tot halfweg 2005, toen hij de fakkel aan Luc Martens overdroeg. Denys bleef echter wel tot zijn overlijden in de gemeenteraad zetelen.
Onder zijn bewind maakte de stad Roeselare de stap van een provinciestad naar een centrumstad. De lokale handel werd sterk ondersteund en er kwamen stadskernvernieuwingsprojecten, vooral in de centrumstraten. De mobiliteit naar en rond de stad werd aangepakt met onder meer de doortrekking van de ring rond Roeselare en de ontsluiting van de stad op de autosnelweg Brugge-Kortrijk. Onder zijn bewind kwam er onder meer een cultureel centrum, een jeugdhuis, infocentrum, wielermuseum, ... 
Denys was van 1981 tot 1994 lid van de provincieraad van West-Vlaanderen. Hij was tevens voorzitter van de sociale bouwmaatschappij 'De Mandel' en de energie-intercommunale 'Gaselwest'. Naar aanleiding van zijn twintigjarig ambtsjubileum in 2001 werden er op de rotonde in de Meensesteenweg vijf beelden rond het thema 'De vrijwilliger' onthuld. Tijdens de verkiezing van 'Het talent van Roeselare' of de grootste Roeselarenaar in 2013, werd hij 20ste.